# Osthelden
Osthelden is een stadsdeel van Kreuztal in  Siegen-Wittgenstein, Westfalen in Noordrijn-Westfalen in Duitsland. 
Osthelden is een plaats waar van oorsprong Moselfrankisch wordt gesproken. Het ligt aan de Benrather en Uerdinger Linie.  